# Afrotethina brevicostata
Afrotethina brevicostata är en tvåvingeart som beskrevs av Lorenzo Munari 1990. Afrotethina brevicostata ingår i släktet Afrotethina och familjen Canacidae. Inga underarter finns listade i Catalogue of Life.